# Guérin (Kanzler)
Bruder Guérin oder Garin, genannt der Erwählte (Latein: Garinus; † 1227), war ein Bischof von Senlis sowie Siegelbewahrer und Kanzler von Frankreich.
Guérin war von niederer Herkunft und ein Ritter des Hospitaliterordens. Unter welchen Umständen er an den königlichen Hof Frankreichs kam, ist unklar. Vermutlich schloss er sich dem König Philipp II. August an, als dieser 1191 anlässlich des dritten Kreuzzuges im heiligen Land weilte.

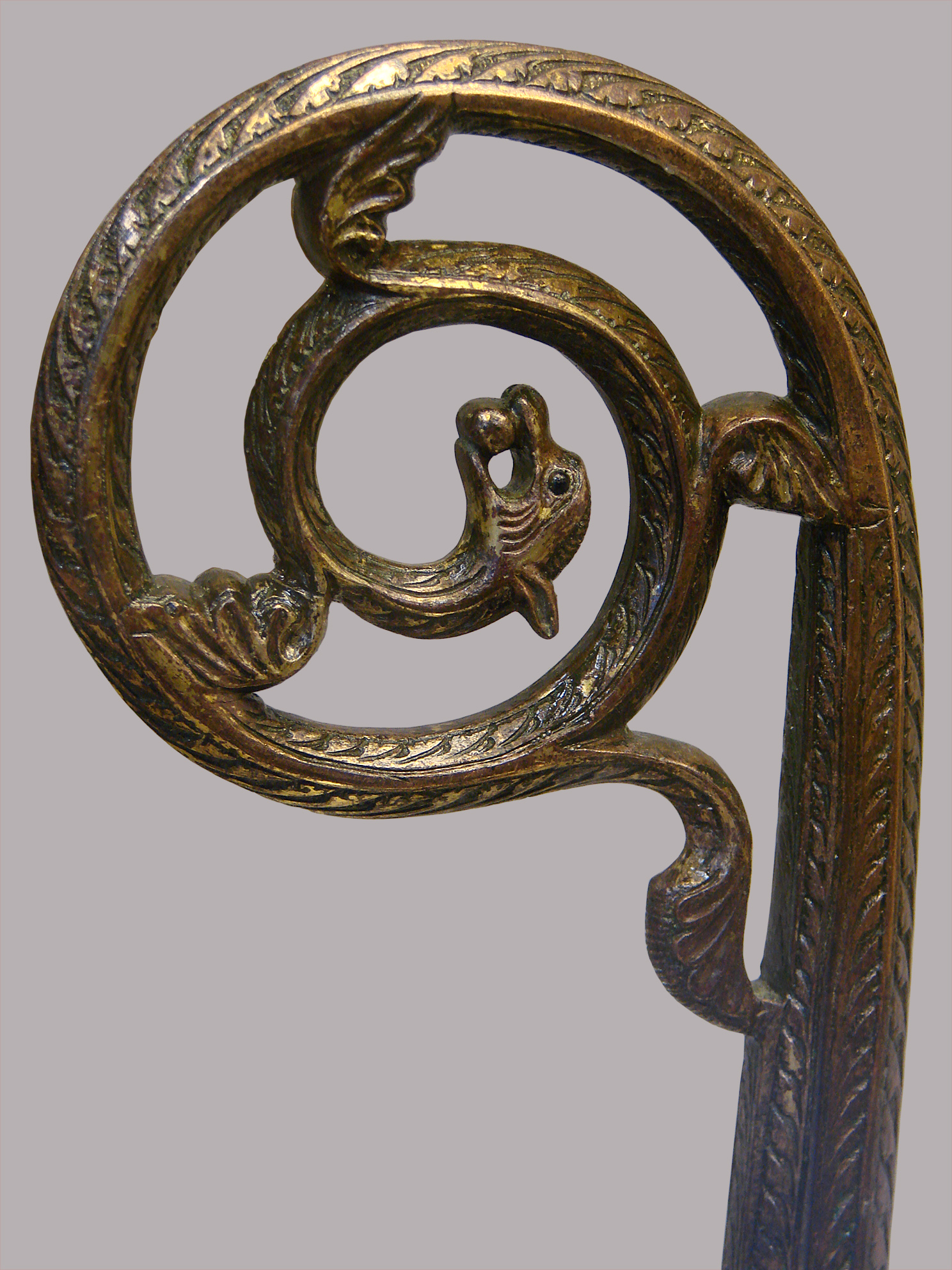
Dieser bischöfliche Krummstab aus der zweiten Hälfte des 12. Jahrhunderts wird Bischof Guérin zugeschrieben. Musée de Laon.

Erstmals in der Umgebung des Königs wurde Guérin in den Chroniques de Flanders im Jahr 1197 genannt, als er von ihm beauftragt wurde, den Grafen Rainald I. von Dammartin (Rainald von Boulogne) zu einer Rückkehr an den königlichen Hof zu bewegen, nachdem dieser ihn nach einem Streit mit dem Grafen von Saint-Pol verlassen hatte. In den folgenden Jahren avancierte Guérin zu einem der einflussreichsten Ratgeber des Königs, den er bei der Verstoßung der Ingeborg von Dänemark unterstützte. 1203 zum königlichen Siegelbewahrer ernannt, wurde er damit auch der Kanzleichef des Königs. Im Jahr 1213 wurde er zum Bischof von Senlis gewählt, aber noch nicht geweiht, wodurch er zu seinem Beinamen kam, und war im Jahr darauf entscheidend am Sieg in der Schlacht bei Bouvines beteiligt. Die danach bei Senlis vom König gegründete Abtei Saint-Victor, genannt la Victoire, wurde der Diözese Senlis unterstellt. 1219 begleitete Guérin den Kronprinzen Ludwig VIII. den Löwen auf den Albigenserkreuzzug gegen die Stadt Marmande. In den letzten Jahren der Regierung König Philipps II. leitete Guérin faktisch wie ein Vizekönig die Staatsgeschäfte. 1226 begleitete er den nunmehrigen König Ludwig VIII. zu einem neuerlichen Zug in den Süden, nahm an der Belagerung von Avignon teil und war in Montpensier am Sterbebett des Königs. Bis zu seinem Tod ein Jahr später war Guérin an der Regierung des noch unmündigen Königs Ludwig IX. (der Heilige) beteiligt und unterstützte die Königinmutter Blanka von Kastilien bei der Übernahme der Regentschaft.
Als Kanzleichef war Guérin entscheidend am Aufbau des königlichen Archivs (Trésor des chartes) in Paris beteiligt. Seit ihm wurden die vom König ausgestellten Urkunden mit der neuen Titulierung „König von Frankreich“ (rex Franciae) gezeichnet, während die alte, „König der Franken“ (rex Francorum), fallen gelassen wurde. In seiner Tätigkeit legte er ein nach ihm benanntes Register (registrum Guarini) an, in dem er seine Kanzleiurkunden archivierte. Dieses Register avancierte zu einem verwaltungstechnischen Gedächtnisbuch für König Ludwig IX., der davon eine Kopie anfertigen ließ, die er auf seinen Kreuzzug nach Ägypten und vermutlich auch nach Tunis mitnahm. Das Register wurde noch bis zum Jahr 1276, also bis in die Regierungszeit König Philipps III. des Kühnen, weitergeführt. Es befindet sich bis heute im französischen Nationalarchiv (JJ 26), welches aus dem königlichen Archiv hervorgegangen ist. Die Kopie Ludwigs IX. befindet sich in der Nationalbibliothek (Ms. latin 9778).
Der Autor Charles Petit-Dutaillis schrieb über ihn: „Guérin war kein Richelieu, aber er war ein großer Mann seiner Tage.“